# Aspectos sociales y culturales del autismo
Los aspectos sociales y culturales del autismo entran en juego con la detección del autismo, la aproximación a sus terapias y asistencia y al cómo el autismo afecta a la definición del ser persona. La comunidad autista está dividida fundamentalmente en dos vertientes; la del movimiento de la neurodiversidad y la del movimiento por la cura del autismo. El movimiento de la neurodiversidad considera que el autismo es un modo diferente de ser y se pronuncia contra su cura. Por otra parte, el movimiento por la cura del autismo aboga por la superación del mismo. Existen numerosos eventos y celebraciones asociados al autismo; incluidos el Día Mundial de Concienciación sobre el Autismo, el Autism Sunday y el Día del Orgullo Autista. El autismo es diagnosticado con más frecuencia en varones que en mujeres.

## Terminología
Aunque algunos prefieren emplear el término persona-primero «persona con autismo», la mayoría de los miembros de la comunidad autista prefiere el de persona autista, o autista, en contextos formales, para subrayar que el autismo es más bien una parte de su identidad que una enfermedad que se tiene. Además, el uso de expresiones como padecer autismo resulta inaceptable para muchos.
La comunidad autista ha desarrollado abreviaturas para términos usados de manera corriente, como los que siguen:
- Aspie – persona con Síndrome de Asperger.[6]
- Autie – persona autista. Puede contraponerse a aspie para referirse  a quienes están diagnosticados específicamente con autismo clásico, u otro trastorno del espectro del autismo.[7]
- "Autistas y Primos" (AC) – un término que abarca a los aspies, a los auties y a sus "parientes"; por ejemplo, personas con algunos rasgos autistas que carecen de diagnóstico formal.[8]
- Curebie – Persona que desea curar el autismo. Es un término altamente peyorativo.[9]
- Neurodiversidad – Tolerancia hacia las personas independientemente[10] de su constitución de neurológica.
- Neurotípico (NT) – Persona que no tiene ningún trastorno neurológico o del desarrollo. Se usa a menudo para designar a un individuo que no está en el espectro del autismo.[11]
- Allistic – Persona no autista, pero que podría, o no, ser neurodiversa en otro sentido; por ejemplo, una persona disléxica o con Trastorno por déficit de atención, con o sin hiperactividad (TDA-H).[12][13] De cualquier modo, se utiliza, en su origen y de manera común, para designar satíricamente a quienes no tienen autismo.[14]

Los trastornos del espectro autista; el MDE, Manual diagnóstico y estadístico de los trastornos mentales, quinta edición (DSM-5); es la actualización de 2013 de la herramienta de clasificación y diagnóstico de la Asociación Estadounidense de Psiquiatría (APA). En Estados Unidos, el MDE se emplea como autoridad universal para los diagnósticos psiquiátricos.

## Perspectiva general

### Adultos autistas
A menudo, los problemas de comunicación y sociales causan dificultades a los autistas adultos en muchos ámbitos de su vida. Un estudio realizado en 2008 concluyó que los adultos con TEA expermientan a menudo dificultades para iniciar interacciones sociales, deseo de alcanzar una mayor intimidad, una profunda sensación de aislamiento y la necesidad de esforzarse para desarrollar una mayor seguridad para la interacción social o en sí mismos.
La proporción de adultos autistas que se casan es mucho menor que la de la población en general. Se ha manejado la hipótesis de que las personas autistas están sujetas a un emparejamiento selectivo; tienden a emparejarse entre sí y a criar progenie autista. Esta hipótesis se ha publicado en la prensa popular, pero no se ha demostrado científicamente.
El psicólogo británico Simon Baron-Cohen señala que el hecho de que la sociedad sea cada vez más tecnológica ha abierto nichos para las personas con Síndrome de Asperger, que podrían elegir campos "altamente sistematizados y previsibles". Las personas con SA pueden desempeñarse bien en puestos de trabajo "centrados en la sistematización, conectados con los detalles más minuciosos del producto o del sistema".

### Autistas savant
Un autista savant es una persona autista extremadamente talentosa en una o más áreas de estudio. Aunque el Síndrome del sabio  se asocia conmúnmente al autismo (asociación que se hizo popular a través de la película de 1988 Rain Man), la mayoría de las personas autistas no son savants, y el savantismo no es propio de las personas autistas, a pesar de que parece existir alguna relación. Una de cada diez personas autistas podrían poseer habilidades notables, pero los savants prodigiosos, como Stephen Wiltshire, son muy escasos; solo unas cien de estas personas han sido calificadas/detectadas a lo largo de este siglo desde que se identificó a los savants, y solo hay unos veinticinco savants prodigiosos vivos identificados en todo el mundo.

### Aspectos de género

#### Mujeres autistas
El autismo se considera como una condición que se da mayoritariamente a varones, siendo cuatro veces más diagnosticado el autismo o el Síndrome de Asperger en varones que en mujeres. Las mujeres autistas están "huérfanas de investigación", según la según Ami Klin, de la Universidad de Yale; algunos medicamentos para tratar la ansiedad o la hiperactividad que pueden acompañar al autismo se han probado muy poco en mujeres autistas. El autismo puede expresarse de manera distinta según el sexo: las mujeres pueden estar más preocupadas por cómo son vistas por sus pares, y el fracaso para conectar con las personas más allá de su familia cercana puede provocarles ansiedad severa o depresión clínica. Las niñas autistas con inteligencia normal pueden tener una desventaja social aun mayor que los varones debido al “mayor nivel de interacción social que se produce en la escolaridad secundaria”, donde la amistad entre niñas “a menudo gira entorno a la atención a los sentimientos y grandes cantidades de comunicación rápida y matizada”. Las niñas autistas pueden sufrir adicionalmente el estar en programas de educación especializada, donde están rodeadas de varones y aún más alejadas de contactos sociales con mujeres. Aunque la cantidad de muestras es demasiado baja como para llegar a conclusiones firmes, un estudio sugiere que las mujeres autistas tienen menos probabilidades a largo plazo que los varones de casarse, formar una familia, acceder a la enseñanza superior, construirse carreras profesionales y vivir independientemente. Las mujeres también pueden ser diferentes de los varones en términos de intereses: las mujeres autistas rara vez tienen interés en las cifras o en almacenar conocimiento especializado. El perfil del autismo puede cambiar a medida que se comprenda mejor en las mujeres, cuyo autismo podría no estar diagnosticándose.

#### Otras cuestiones relacionadas con el género
En los últimos años, algunas personas han sugerido que podrían existir relaciones entre el autismo y el ser transgénero. Esta cuestión no ha estado carente de controversia, en tanto se trata de un asunto abierto a confusión: actualmente no está claro si esta correlación se debe a una característica innata en el autismo, que también podría causar discrepancias inusuales en cuanto al sexo o el género, o si no será más bien el mero resultado de exponer a un grupo de personas que experimenta dificultades para adherirse a las normas sociales, incluidas las relacionadas con el género, al sexismo y los estereotipos de género.

### Relación con los animales

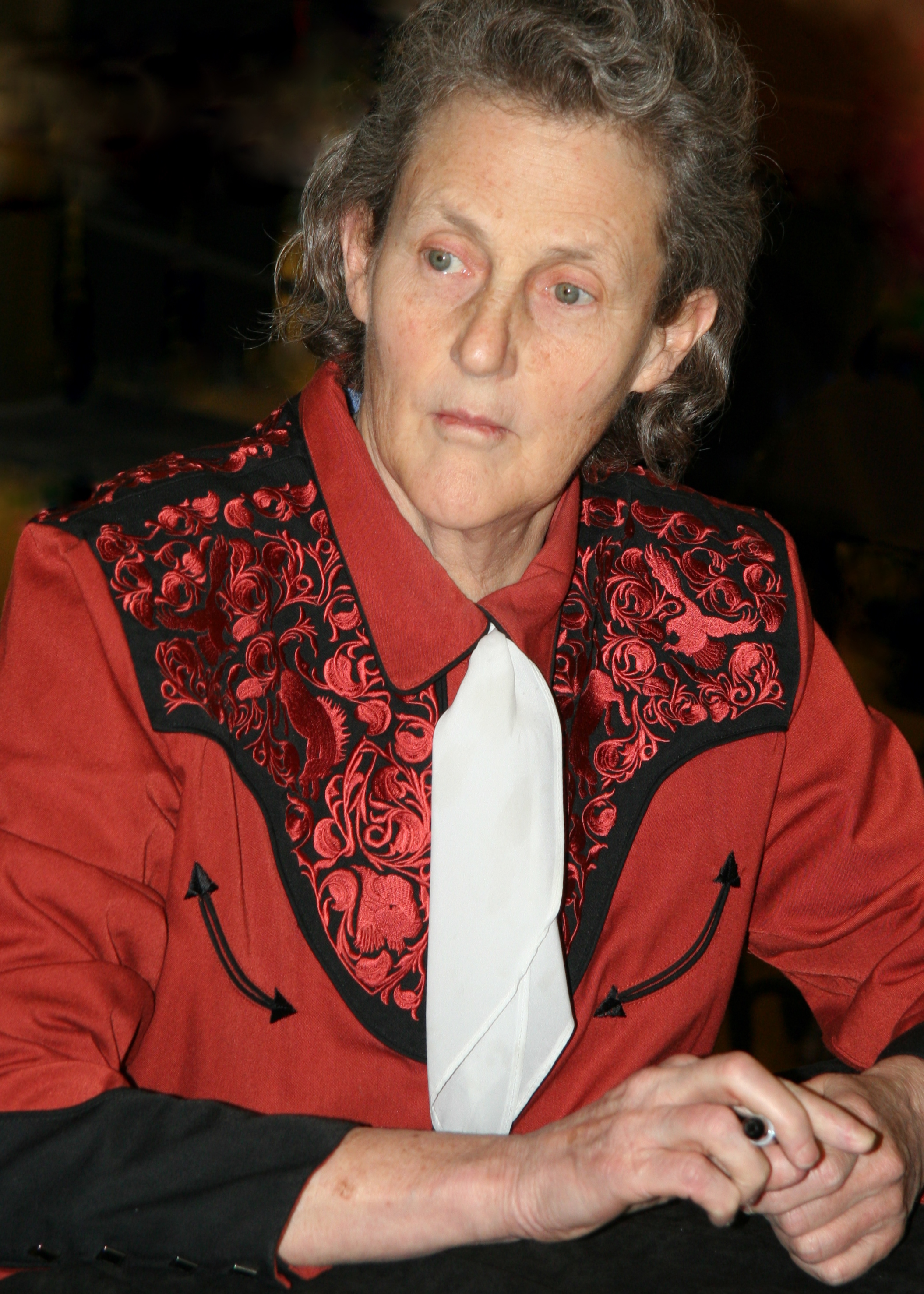
Temple Grandin

Temple Grandin, diseñadora de sistemas para el manejo del ganado autista, dice una de las razones por las que puede imaginarse fácilmente cómo reaccionaría una vaca es porque las personas autistas pueden “pensar como piensan los animales”. Según Grandin, los animales carecen de “emociones complejas, como la culpa o la vergüenza”, y su pensamiento no está basado en un lenguaje. Dice que, aunque no todo lo relacionado con los animales es igual en las personas autistas, el parecido está en que ambos piensan visualmente, sin basarse en un sistema de lenguaje. Argumenta que esta conexión no se realiza porque el estudio del autismo y el de comportamiento de los animales son disciplinas paralelas, que involucran individuos diferentes. A pesar de estas similitudes, el grado en el que se puede decir que los individuos autistas piensan como los animales permanece indeterminado; al poseer los animales no humanos, como los humanos, especializaciones cognitivas evolutivas que pueden o no compartir características con otras especies.
Dawn Prince-Hughes, diagnosticada con Asperger, describe sus observaciones sobre los gorilas en Songs of the Gorilla Nation.

## Síndrome de Asperger y relaciones interpersonales
Los individuos con Síndrome de Asperger (SA) pueden desarrollar problemas respecto a sus habilidades para entablar con éxito relaciones interpersonales.
Impacto social
El Síndrome de Asperger puede conllevar problemas para la interacción social entre iguales. Estos problemas pueden ser de leves a severos, dependiendo del individuo. Las personas con SA son a menudo blanco de comportamientos intimidatorios. A menudo, los niños con SA son víctimas de acoso escolar debido a su comportamiento idiosincrásico, su lenguaje preciso, sus intereses inusuales y la alteración de sus capacidades para percibir y responder de manera socialmente esperada a señales no verbales, especialmente en conflictos interpersonales; lo que resulta en ser hostigados por sus compañeros de clase y rechazados. Las personas con SA pueden ser excesivamente literales, y por ello tener dificultades para interpretar y responder al sarcasmo, la conversación banal o el discurso metafórico. Las dificultades para la interacción social también puede manifestarse en una falta de juego con otros niños.
Los problemas anteriormente mencionados pueden presentarse incluso en el seno familiar; en un entorno familiar desfavorable, el niño puede ser víctima de abuso emocional. Este maltrato, a menudo, desconcierta a los niños, adolescentes o adultos con SA, que ignoran qué han hecho incorrectamente. Al contrario de lo que sucede con otros trastornos generalizados del desarrollo, la mayoría de las personas con SA desean contacto social, pero fracasan en la socialización, lo que puede llevar más adelante a privarse de él y a un comportamiento asocial, especialmente en la adolescencia. Especialmente en este periodo de su vida, se arriesgan a verse arrastrados a amistades y grupos sociales indeseados e inapropiados. A menudo, las personas con SA interactúan mejor con quienes son considerablemente mayores o más jóvenes que ellos que con quienes pertenecen a su mismo grupo de edad.
A menudo, los niños con SA desarrollan habilidades para el lenguaje, la lectura, las matemáticas, la música o aptitudes espaciales avanzadas para su edad —a veces incluso hasta el nivel de la "sobredotación”—, pero esto puede quedar contrarrestado con retrasos considerables en otras áreas del desarrollo, como la comunicación verbal y no verbal, o alguna falta de coordinación motora. Esta combinación de rasgos puede llevar a problemas con los profesores y otras figuras de autoridad. Un niño con SA puede ser considerado  “problemático” o “de bajo rendimiento” por sus profesores. Es fácil que la extremadamente baja tolerancia del niño hacia lo que percibe como tareas ordinarias y prosaicas, como las asignadas típicamente como deberes, pueda resultar frustrante; un profesor bien podría considerar al niño arrogante, rencoroso y desobediente. La falta de apoyo y comprensión, combinada con las ansiedades del niño, puede resultar en un comportamiento problemático (como fuertes rabietas, explosiones de violencia y enfado y abandono).
Para quienes tienen SA, puede ser difícil encontrar un empleo. Es probable que la deficiencia de las habilidades sociales interfiera en el proceso de la entrevista, y que personas con destrezas superiores sean descartadas debido a estos choques con los entrevistadores. Una vez contratadas, es posible que las personas con SA sigan teniendo dificultes para la comunicación interpersonal. El sinhogarismo es muy común entre personas con SA.

### Dificultades para relacionarse
Dos de los rasgos que se encuentran a menudo en los individuos con SA son la ceguera mental (incapacidad para predecir las opiniones e intenciones de otros) y la alexitimia (incapacidad para identificar e interpretar señales emocionales tanto en uno mismo como en los demás), que reducen su capacidad para estar empáticamente en sintonía con otros. La alexitimia, en el SA, funciona como una variable independiente, que depende de redes neuronales diferentes de las que están implicadas en la Teoría de la mente. De hecho, la carencia de Teoría de la Mente en el Síndrome de Asperger puede ser resultado de la falta de información disponible para la mente debido al déficit alexitímico.
Una segunda cuestión asociada a la aleximia involucra la incapacidad para identificar y regular emociones fuertes, como la tristeza o el enfado, lo que hace que el individuo tienda a "estallidos afectivos repentinos de llanto o rabia". Según sostiene Tony Attwood, la incapacidad para expresar sentimientos usando palabras también puede predisponer al individuo a recurrir a acciones físicas para expresar el estado de ánimo y liberar energía emocional.
Las personas con SA manifiestan la sensación de estar desconectadas contra su voluntad del mundo que los rodea ("mirando desde afuera"). Pueden tener dificultades para encontrar un compañero para su vida o casarse debido a sus escasas habilidades sociales. La complejidad e incongruencia del mundo social puede suponer un reto extremo para los individuos con SA. En el Reino Unido, el Asperger está contemplado en la Disability Discrimination Act ("Ley contra la Discriminación por Discapacidad"); de manera que las personas mal tratadas por causa de su SA pueden obtener alguna compensación. El primer caso fue el de Hewett (algunas veces llamado Hewitt) contra Motorola, en 2004, y el segundo fue el de Isles contra Ealing Council. Sucede lo mismo en Estados Unidos, con la Ley para Estadounidenses con Discapacidad, modificada en 2008 para incluir los trastornos del espectro del autismo.
A menudo, la intensa concentración y la tendencia a la comprensión lógica concede a las personas con SA un alto nivel de habilidad en su campo de interés. Cuando estos intereses especiales coinciden con tareas material o socialmente útiles, las personas con SA pueden efectuar una carrera profesional provechosa y llevar una vida plena. El niño obsesionado con un área específica puede tener éxito en un empleo relacionado con esa área.
Según Elizabeth Fein, la dinámica de los juegos de rol resulta especialmente positiva y atractiva para personas en el espectro del autismo. La información social intercambiada en estos juegos es explícita, vertical y sistemática, siguiendo un conjunto de normas abstractas compartidas. Baez y Rattazzi han demostrado que interpretar la información social implícita en el transcurso de la vida cotidiana es difícil para ellos.

## Movimiento por los derechos de los autistas

El símbolo del infinito con los colores del arcoíris representa la diversidad en el espectro del autismo, así como la aun mayor que se da en el movimiento de la neurodiversidad. Las opiniones sobre si debería reemplazar a la simbología basada en piezas de puzle para representar el autismo están divididas.

El movimiento por los derechos de los autistas es un movimiento social enmarcado en el contexto de los derechos de las personas con discapacidad, que enfatiza el concepto de neurodiversidad, contemplando el espectro autista como resultado de las variaciones naturales del cerebro humano, más que como un trastorno que deba ser curado. El ARM (autism right movement) aboga por una serie de metas, entre las que se encuentran una mayor aceptación de los comportamientos autistas, terapias centradas en la adquisición de habilidades para afrontar los problemas, en lugar en imitar los comportamientos de los iguales neurotípicos, la creación de redes sociales y eventos que permitan a los autista socializar en sus propios términos y el reconocimiento de la comunidad autista como minoría social.
El movimiento por los derechos de los autistas, o de la neurodiversidad, sostiene que el espectro autista es genético, y debería ser aceptado como expresión natural del genoma humano. Esta perspectiva es distinta de otros dos puntos de vista que son, asimismo, diferentes: la perspectiva médica, que sostiene que el autismo es causado por un defecto genético y debería ser corregido poniendo en el punto de mira el/los gene(s) del autismo, y la teoría marginal que sostiene que el autismo es causado por factores ambientales, como las vacunas o la contaminación, y podría curarse mediante una corrección de las causas ambientales.
El movimiento es polémico. Existe una amplia variedad de opiniones tanto favorables como críticas acerca de este movimiento entre personas que son autistas o están relacionadas con personas autistas. Una crítica común dirigida a los activistas autistas es que la mayoría de ellos tienen "alto funcionamiento" o Síndrome de Asperger, y no representan el punto de vista de las personas autistas de "bajo funcionamiento".

### Orgullo autista
El orgullo autista se refiere al amor propio dentro del autismo y al cambio de perspectiva al respecto al autismo, de considerarlo una "enfermedad" a considerarlo una "diferencia". El orgullo autista pone el énfasis en el potencial innato de todas las expresiones fenotípicas humanas y celebra la diversidad que se expresa a través de varios tipos neurológicos.
El orgullo autista asevera que las personas autistas no están alteradas o dañadas; sino que, más bien, poseen una serie de características única que las proveen de numerosos retos y recompensas, al igual que a sus iguales no autistas.
La cura del autismo es una cuestión controvertida y politizada. La "comunidad autista" se puede dividir en varios grupos. Algunos —a veces apodados procura—buscan una cura para el autismo, mientras que otros consideran la cura innecesaria o inmoral, o sienten que los síntomas del autismo no son dañinos ni perjudiciales. Por ejemplo, puede ser contemplado como una adaptación evolutiva a un nicho ecológico por parte de algunos ecologistas  y de los abanderados de los derechos de los autistas más radicales.

### Comunidad y cultura autistas
Con el aumento de la detección de casos de autismo y las nuevas maneras de abordar la educación y la socialización de los autistas, ha empezado a desarrollarse una cultura autista. La cultura autista está basada en la creencia de que el autismo es una manera de ser única, y no un trastorno que deba curarse. El mundo Aspie, como a veces se lo llama, está conformado por personas con Síndrome de Asperger (SA) y Autismo de Alto Funcionamiento (AAF), y puede estar relacionado con tres pautas históricas: la aparición del SA y el AAF como etiquetas, el surgimiento del movimiento por los derechos de las personas con discapacidad y el auge de Internet. Las comunidades de autistas existen tanto en línea como fuera de ella; muchas personas las utilizan como red de apoyo y comunicación con otros como ellos, puesto que las limitaciones sociales del autismo dificultan, a veces, establecer redes de apoyo entre la sociedad en general y construirse una identidad dentro de la sociedad.
Puesto que muchos autistas encuentran más fácil comunicarse en línea que en persona, se dispone de un gran número de recursos en línea. Algunos individuos autistas aprenden lengua de signos, participan en foros de debate, grupos de discusión y sitios web, o emplean dispositivos de comunicación en eventos sociales para la comunidad autista, como Autreat. La Internet ayuda a evitar las señales no verbales y el intercambio emocional con los que algunos autistas tienen dificultades. Esto proporciona a los individuos autistas un medio para comunicarse y crear comunidades online.
Gestionar el trabajo, las conversaciones y entrevistas en línea a través de foros de debate, en lugar de mediante llamadas telefónicas o contacto personal, ayuda a muchos autistas a competir en igualdad de condiciones. Según un artículo del New York Times, "el impacto de Internet en los autistas podría, un día, llegar a compararse en magnitud con la difusión del lenguaje de signos entre los sordos", porque abre nuevas oportunidades de comunicación al filtrar "la sobrecarga sensorial que impide la comunicación entre [sic.] los autistas".

### Perspectiva mundial
Las personas autistas pueden ser percibidas de manera diferente dependiendo del país. Por ejemplo, muchos africanos tienen creencias espirituales asociadas a los trastornos psiquiátricos, que se extienden a las causas percibidas del autismo. En una encuesta sobre pediatría nigeriana o enfermeras psiquiáticas, el 40% aludieron a causas sobrenaturales del autismo, como espíritus ancestrales o intervenciones diabólicas.

## Eventos y reconocimiento público

### Día Mundial del Autismo

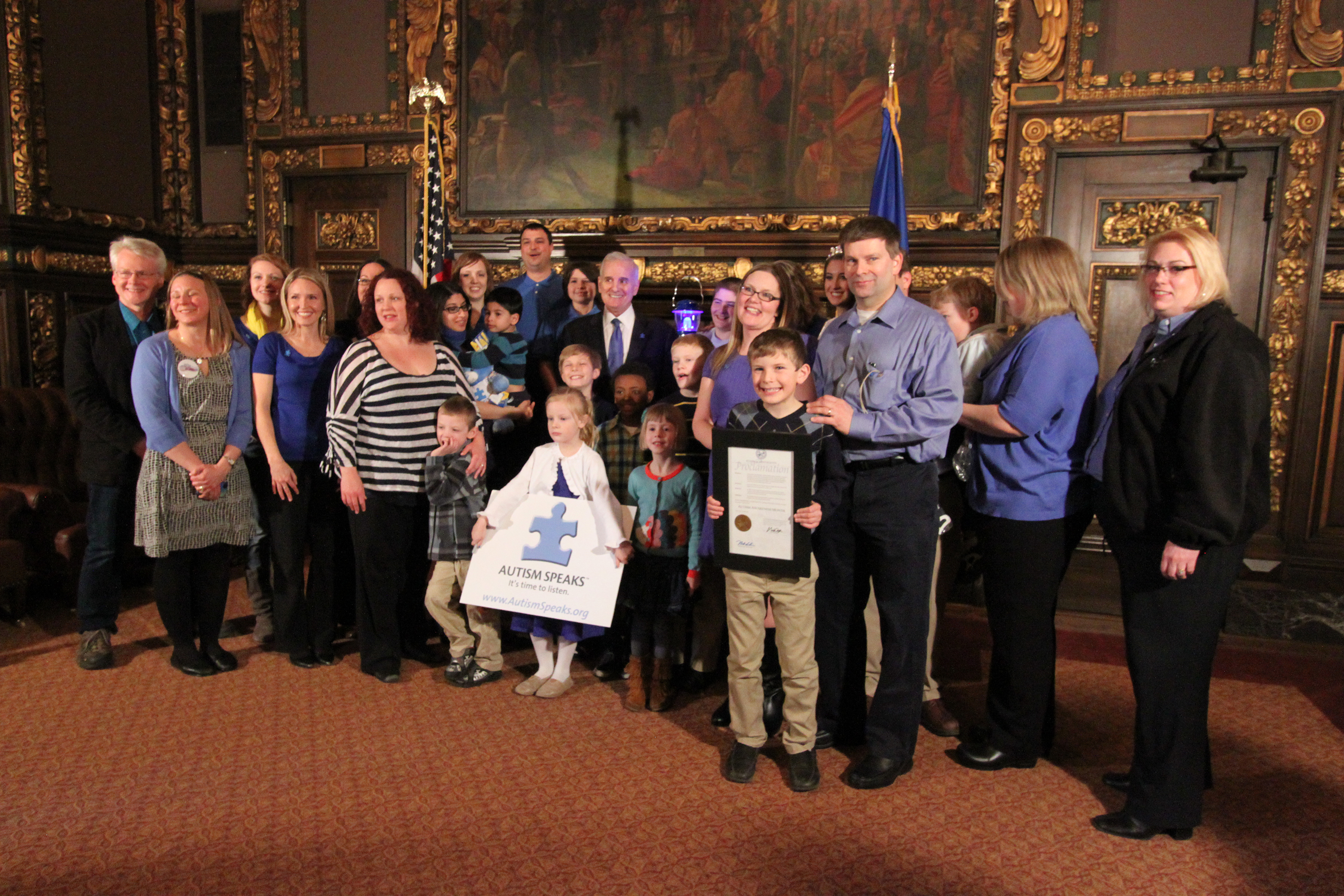
El gobernador de Minnesota Mark Dayton declaró el día 2 de abril de 2013 como Día Mundial de Concienciación sobre Autismo

El Día Mundial del Autismo, también llamado Día Mundial de Concienciación sobre el Autismo, se celebra el 2 de abril; designado por la Asamblea General de las Naciones Unidas a finales de 2007. El 2 de abril de 2009, unos activistas dejaron 150 sillas de bebé junto a Central Park, en la ciudad de Nueva York, para concienciar de que se estima que uno de cada 150 niños es autista. El 2 de abril se realizan numerosas actividades en todo el mundo: "El autismo no conoce fronteras geográficas; afecta a individuos y familias en todos los continentes y en todos los países", decía Suzane Wright, cofundadora del grupo Autisms Speaks. "La celebración del Día Mundial de la Concienciación sobre el Autismo es una manera importante de ayudar al mundo entender mejor el alcance de esta crisis sanitaria y la necesidad de compasión y aceptación de los que viven con autismo. Este día notable —el primero de muchos que vendrán— promete ser un momento de gran esperanza y felicidad en nuestro trabajo para construir una comunidad autista mundial."

### Light It Up Blue
En 2010, Autism Speaks dio pie a la iniciativa "Light it Up Blue" (en español, Ilumínalo de azul). "Light it up blue" implica que edificios destacados en todo el mundo —incluidos el Empire State Building, en la ciudad de Nueva York, y la CN Tower, en Ontario, Canadá— enciendan luces azules para concienciar sobre el autismo y conmemorar el Día Mundial para la Concienciación sobre el Autismo.

### Autism Sunday
Autism Sunday es un evento cristiano a escala mundial que se celebra el segundo domingo de febrero, con el apoyo de líderes eclesiásticos y organizaciones de todo el mundo. El evento empezó siendo una simple idea que surgió en la sala de estar de Ivan y Charika Corea, defensores del autismo británicos. Ahora es un gran evento celebrado en muchos países. Autism Sunday empezó en 2002, en Londres, con un oficio histórico en la Catedral de San Pablo.

### Año de Concienciación sobre el Autismo

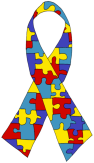
Lazo para concienciar sobre el autismo - no apoyado por muchas personas autistas.

El 2002 fue declarado el Año de Concienciación sobre el Autismo en el Reino Unido —iniciativa de Ivan y Charika Corea, padres de Charin, un niño autista. El Año de Concienciación sobre el Autismo fue dirigido por el British Institute of Brain Injured Children (Instituto Británico para Niños con Daño Cerebral), Disabilities Trust, la National Autistic Society, Autism London y otras 800 organizaciones en Reino Unido. Contó con el respaldo personal del entonces Primer Ministro británico, Tony Blair. Fue la primera ocasión en la historia en la que se trabajaba en conjunto sobre el autismo a tan gran escala. El 2002, como Año de Concienciación sobre el Autismo, ayudó a concienciar acerca de la seriedad de las cuestiones que conciernen al autismo y el Síndrome de Asperger en todo el Reino Unido. Se celebró una importante conferencia, Autism 2002, en el King's Fund, en Londres, con debates tanto en la Cámara de los Comunes como en la Cámara de los Lores, en Westmister. Se llevaron lazos para la concienciación del autismo para destacar ese año.
British autism manifiesta desear que las personas autistas sean reconocidas como una minoría en lugar de como discapacitadas, porque alegan que "las leyes contra la discriminación por discapacidad no protegen a los que no están discapacitados, sino a quienes tienen todavía algo que los hace parecer o actuar de manera diferente a otras personas". Pero la comunidad autista está dividida al respecto de esta cuestión, y algunos ven esta noción como radical.

### Día del Orgullo autista
El Día del Orgullo Autista es una iniciativa de Aspies For Freedom, que se celebra todos los años el 18 de junio. Es un día para celebrar la neurodiversidad de las personas autistas. Siguiendo el modelo de los eventos del Orgullo Gay, a menudo compara su esfuerzo con los movimientos LGTB y por los derechos civiles

### Autism Speaking Day
El Autism Speaking Day (ASDay), celebrado el 1 de noviembre, es una campaña de autoafirmación dirigida por personas autistas, para concienciar y desafiar los estereotipos negativos acerca del autismo hablando por ellos mismos y compartiendo sus historias. El primero se llevó a cabo en 2010. Según uno de los fundadores, Corina Becker, la principal meta del ASDay es "reconocer nuestras dificultades al mismo tiempo que compartimos nuestras fortalezas, pasiones e intereses". La idea del evento se desarrolló como oposición a la campaña para recaudar fondos dirigida por Autism Speak aquel año, "Communication Shutdown" (apagado comunicativo), en la que se pedía a los participantes que "simularan" tener autismo manteniéndose apartados de toda forma de comunicación en línea por un día.

### Proyecto de Aceptación del Autismo
El Proyecto de Aceptación del Autismo (Autism Acceptance Proyect) fue iniciado en 2006 por Estée Klar, madre de un niño autista, con la ayuda de un consejo asesor formado por autistas. La declaración de principios del proyecto es: "El Proyecto de Aceptación del Autismo se dedica a promover la aceptación de, y las adaptaciones para, las personas autistas en la sociedad". El proyecto se apoya principalmente en personas autistas y sus cuidadores. La meta es crear una perspectiva positiva del autismo y aceptar el autismo como parte de la vida, con sus pruebas y tribulaciones. El proyecto trabaja también en posibilitar a las personas autistas acceder al derecho a abogar por ellas mismas (junto con sus cuidadores) en todas los formatos de decisión política, desde el gobierno hasta los comités generales. A través de la provisión de abundantes recursos, el proyecto pueda alcanzar a una multitud de audiencias a través de su sitio web, junto con lecturas y exposiciones

### Mes de Aceptación del Autismo
En 2011 se celebró el primer Mes de Aceptación del Autismo, organizado por Paula Durbin Westby, como respuesta a las campañas tradicionales del "Día de Concienciación", que la comunidad autista considera dañinas e insuficientes. Al Mes de Aceptación del Autismo se celebra ahora durante cada mes de abril. La "concienciación" se centra en informar a otros de la existencia del autismo, mientras que la "aceptación" va más allá, hacia el reconocimiento y el respeto de la comunidad autista. Mediante la provisión de herramientas y material educativo, se incita a acoger los retos que las personas autistas afrontan y celebrar sus fortalezas. Más que transformar el autismo en una discapacidad mutilante, la aceptación integra a quienes están en el espectro autista en la sociedad cotidiana. En lugar de incitar a llevar el color azul, como en el Día de Concienciación sobre el Autismo, durante el Mes de Aceptación del Autismo se incita llevar el color rojo.

### Autreat
En Autreat—un encuentro anual de autistas—, los participantes comparan su movimiento con el activismo por los derechos de los homosexuales, o la cultura sorda, que prefiere lengua de signos a la cirugía para restaurar la capacidad auditiva. Han surgido otras organizaciones locales; por ejemplo, su contraparte europea, Autscape, creada en torno a 2005.

### Twainbow
Twainbow es una organización de defensa que proporciona concienciación, educación y apoyo a personas autistas que se identifican como lesbianas/gays/bisexuales/transgénero (LGTB). Según su fundador, "Twainbow es una palabra compuesta por twain (que significa "dos") y rainbow. Aquellos que son al mismo tiempo LGTB y autistas viven bajo dos arcoiris —la bandera arcoiris y el espectro autista". La compañía también presenta una bandera del Orgullo LGTB autista, que representa a esta parte de la población.

## Estudios
Los trastornos del espectro autista han ido atrayendo cada vez más la atención de las ciencias sociales a partir del los primeros años 2000, con la meta de mejorar los servicios de asistencia y las terapias, argumentando que el autismo debe ser tolerado como diferencia y no como trastorno, y por cómo afecta el autismo a la definición del ser persona y a la identidad. La investigación sociológica también ha indagado en cómo las instituciones sociales, en concreto las familias, lidian con los retos asociados al autismo.

## Retrato en los medios de comunicación
Gran parte de la percepción pública del autismo está basada en su descripción en las biografías, películas, novelas y series de televisión. Muchas de estas decripciones han sido inexactas, y han contribuido a la divergencia entre la percepción del público y la realidad clínica del autismo. Por ejemplo, en la escena inicial de la película Locos de amor (2005) se dan cuatro pistas de que uno de los personajes principales tiene Síndrome de Asperger, y dos de estas son habilidades de savant extraordinarias. Estas habilidades no son necesarias en la trama de la película, pero las habilidades de savant que aparecen en las películas se han convertido en un estereotipo del espectro autista, debido a la aseveración incorrecta de que la majoría de las personas autistas son savants.
En algunos trabajos realizados desde los años setenta aparecen personajes autistas [¿cuál?]que rara vez son reconocidos como tal. Por el contrario, en la miniserie de televisión de la BBC2 The Politicians's Husband (2013), el impacto del Asperger de Noah Hoynes en el comportamiento del niño y su familia, y los pasos dados por los seres queridos de Noah para ajustarse a él y manejarlo son puntos clave en la trama de los tres episodios.
Los talentos especiales de algunas personas autistas, incluidas algunas destrezas excepcionales, han aparecido descritas en los medios populares, como se ve en la película de 1988 Rain Man. Las descripciones como esta han sido criticadas tanto por los estudios científicos como por los analistas de los medios de comunicación a lo largo de los años, por fomentar una imagen encasillada del autismo que lleva a tener falsas expectativas sobre la vida real de los individuos autistas, distinguiéndose Rain Man por popularizarla.
Desde los años setenta, las descripciones ficticias de personas con autismo, Síndrome de Asperger y otras condiciones del espectro autista se han vuelto más frecuentes. A menudo, la percepción del autismo por parte del público se basa en estas novelas, biografías, películas y series de televisión. A menudo, estas descripciones del autismo en los medios a día de hoy han realizado de manera tal que despiertan la compasión del público y su preocupación al respecto, porque en realidad nunca se muestra el punto de vista del autista, dejando al público sin conocimiento acerca del autismo y su diagnóstico. Las descripciones en los medios de personajes con habilidades atípicas (por ejemplo, la de multiplicar números altos sin calculadora) pueden ser malinterpretadas por los espectadores como descripciones rigurosas de todas las personas con autismo y del autismo en sí mismo. Además, los medios describen habitualmente el autismo como una condición que solo se da en niños, lo que promueve la idea equivocada de que el autismo no se da en adultos.

## Individuos célebres
Algunas figuras notables, como la diseñadora de sistemas para manejar animales destinados a la alimentación y escritora americana Temple Grandin, el crítico musical, escritor y ganador del Premio Pulitzer americano Tim Page, el músico australiano, vocalista y único miembro permanente de la banda de rock The Vines, Craig Nicholls, el actor y cineasta inglés Paddy Considine, la activista ecologista sueca Greta Thunberg, y el empresario y magnate Elon Musk son autistas.

Thunberg, que inició en agosto de 2018 el movimiento de la "huelga por el clima" (también conocida como "Fridays For Future", Viernes por el futuro), ha explicado cómo el "don" de vivir con Síndrome de Asperger la ayuda a "ver las cosas de manera original" en lo que respecta al cambio climático. En una entrevista con Nick Robinson, en el programa Today, de la BBC Radio 4, la entonces activista de 16 años dijo que el autismo la ayuda a ver cosas en "blanco y negro". Llegó a decir: 
It makes me different, and being different is a gift, I would say. It also makes me see things from outside the box. I don't easily fall for lies, I can see through things. I don't think I would be interested in the climate at all, if I had been like everyone else. Many people say that it doesn't matter, you can cheat sometimes. But I can't do that. You can't be a little bit sustainable. Either you're sustainable, or not sustainable. For way too long the politicians and people in power have got away with not doing anything at all to fight the climate crisis and ecological crisis, but we will make sure that they will not get away with it any longer. 
(Me hace diferente, y ser diferente es un don, diría yo. También me hace ver las cosas de manera original. No se me pilla fácilmente con mentiras; puedo ver a través de las cosas. No creo que hubiera estado en absoluto interesada en el clima, si hubiera sido como cualquier otra persona. Mucha gente dice que no importa, que a veces puedes engañar. Pero yo no puedo hacer eso. No puedes ser solo un poquito sostenible. O eres sostenible o no lo eres. Durante demasiado tiempo, los políticos y personas a cargo se han salido con la suya sin hacer nada para luchar contra la crisis climática y ecológica, pero nosotros vamos a asegurarnos de que no volverán a salirse con la suya.)

Además, la especulación en los medios sobre figuras contemporáneas que podrían estar en el espectro autista se ha hecho popular recientemente. La revista New York ha informado de algunos ejemplos, entre los que están incluidos que la revista Time insinuó que Bill Gates es autista, y que un biógrafo de Warren Buffett escribió que su memoria prodigiosa y su "fascinación por los números" le da "un aura ligeramente autista". La revista también ha informado de que, en Celebrity Rehab, el Dr. Drew Pinsky, estimó que el jugador de baloncesto Dennis Rodman es candidato para una diagnóstico de Asperger, y el especialista de la UCLA consultado al respecto "pareció estar de acuerdo". Nora Ephron criticó estas conclusiones, escribiendo que los diagnósticos especulativos populares insinuaban que el autismo es "una epidemia, o algo ampliamente sobrediagnosticado a lo que antes solíamos referirnos con otras palabras". La práctica del diagnóstico del autismo en estos casos es controvertida.
Algunos personajes históricos también han sido sujetos de especulaciones sobre un supuesto autismo, por ejemplo, Miguel Ángel.

## El Autismo y la Tecnología.

### Detección temprana mediante realidad virtual e inteligencia artificial (IA)

El autismo en la era digital

Un equipo del Instituto Human-Tech de la Universitat Politècnica de València (UPV), en colaboración con Red Cenit (España) ha desarrollado un sistema pionero para detectar el Trastorno del Espectro Autista (TEA) en niños de 3 a 7 años, usando entornos virtuales e IA. Este método ha alcanzado una precisión superior al 85%, mejorando los diagnósticos convencionales basados en pruebas manuales, al analizar movimientos, comportamiento y biomarcadores motores en experiencias VR realistas. 
¿Cómo funciona?

Los avances de la tecnología en el Autismo

- Se proyecta un entorno simulado (por ejemplo, un parque) en pantallas o paredes.

- La imagen del niño o niña aparece integrada en ese escenario y, mientras realiza diversas tareas, una cámara y una pulsera registran sus movimientos, dirección de mirada y reacciones.
- A través de análisis basado en IA, se identifican biomarcadores relacionados con el comportamiento, la motricidad y la atención visual, lo que permite establecer un diagnóstico con mayor eficacia.

### Modelos avanzados de diagnóstico usando IA y seguimiento ocular
En junio de 2025, se publicó un estudio que describe un modelo híbrido basado en Vision Transformers y Vision Mamba para detectar el TEA mediante el análisis de datos de seguimiento ocular. El sistema logra una precisión del 96 %, F1-score de 0,95, sensibilidad de 0,97 y especificidad de 0,94, lo que lo hace prometedor para entornos clínicos con recursos limitados. 

### Reconocimiento de emociones mediante sensores y aprendizaje automático.
Una revisión sistemática (hasta junio de 2023) analiza cómo se aplican tecnologías de reconocimiento emocional (faciales y fisiológicas) en poblaciones con autismo, Reconocimiento de Emociones Humanas (HER). Aunque predominan los enfoques con cámaras, hay un crecimiento en el uso de sensores fisiológicos. La investigación identifica barreras existentes y sugiere direcciones futuras.

### Machine Learning personalizado en interacción terapéutica (2018)
Otro enfoque relevante utilizó aprendizaje automático personalizado dentro de terapias asistidas por robots:
- Se incorporaron datos multimodales (audio, video, señales fisiológicas) de 35 niños con autismo en Asia y Europa.
- El modelo adaptado a cada niño (no un modelo global) mejoró la percepción de afecto y compromiso durante la interacción.
- Confirma la relevancia de considerar la heterogeneidad del TEA para diseñar sistemas más efectivos.[24]

## Lecturas para profundizar
- Julia Bascom (editor). Loud Hands: Autistic People, Speaking.  Washington, DC: Autistic Self Advocacy Network, 2012.  ISBN 978-1938800023
- Davidson J (2008). «Autistic culture online: virtual communication and cultural expression on the spectrum». Soc Cult Geogr 9 (7): 791-806. doi:10.1080/14649360802382586.
- Demelenne D., Sanchez V. Factores culturales del "Autismo". bol.redipe [Internet]. 2023 Apr. 1 [cited 2024 Oct. 28];12(4):86-98. Available from: https://revista.redipe.org/index.php/1/article/view/1955
- Temple Grandin. Thinking in Pictures, Expanded Edition: My Life with Autism, New York, New York: Vintage, 2011.  ISBN 978-1935274216
- Nadesan, Majia (2005). Constructing Autism: Unravelling the "Truth" and Discovering the Social. London: Routledge. ISBN 978-0-415-32180-8.
- Rossetti Z, Ashby C, Arndt K, Chadwick M, Kasahara M (2008). "'I like others to not try to fix me': agency, independence, and autism". Intellect Dev Disabil. 46 (5): 364–75. doi:10.1352/2008.46:364-375. PMID 19090638.